# Національний ботанічний сад Уельсу

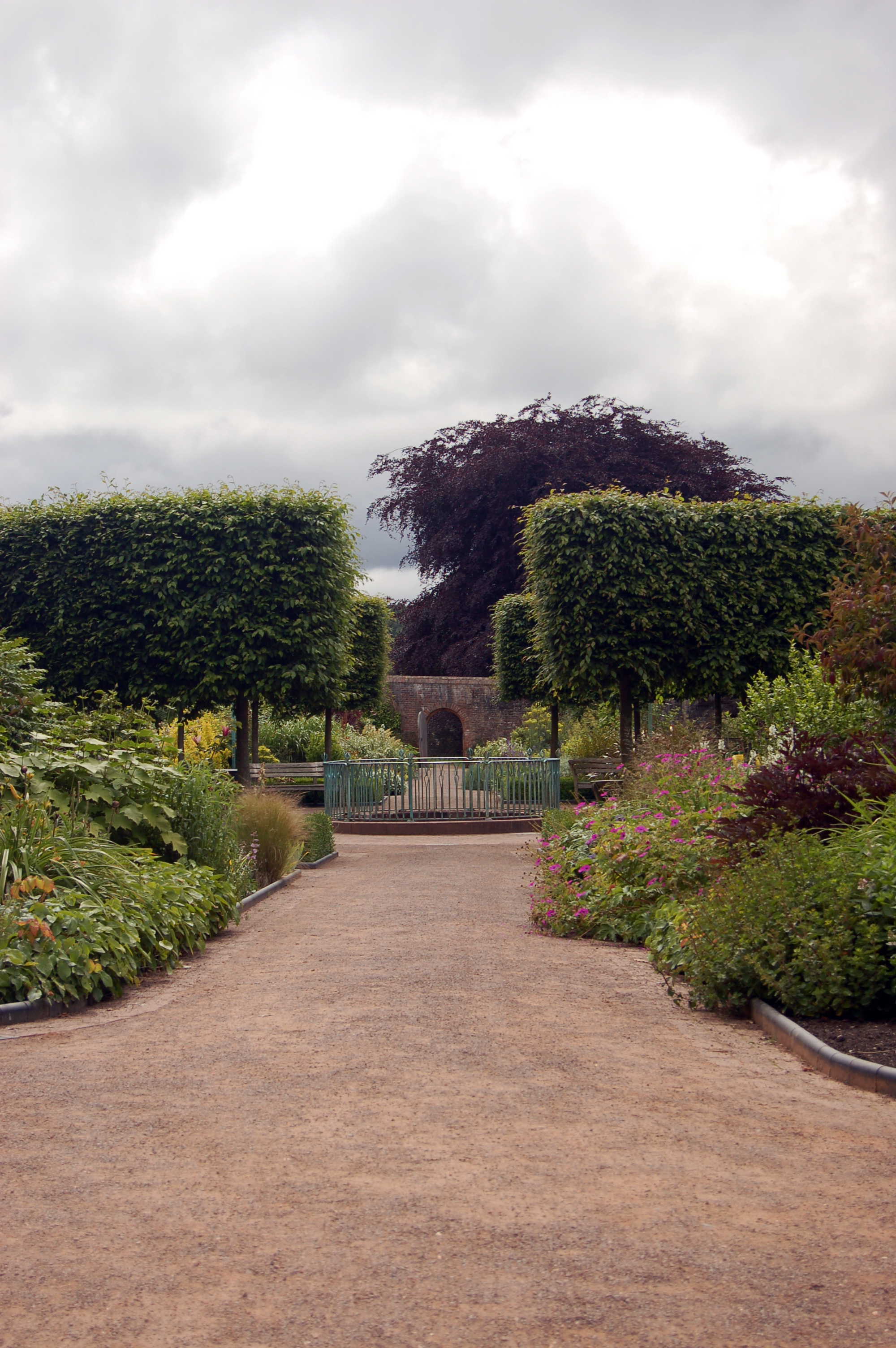
У ботанічному саду

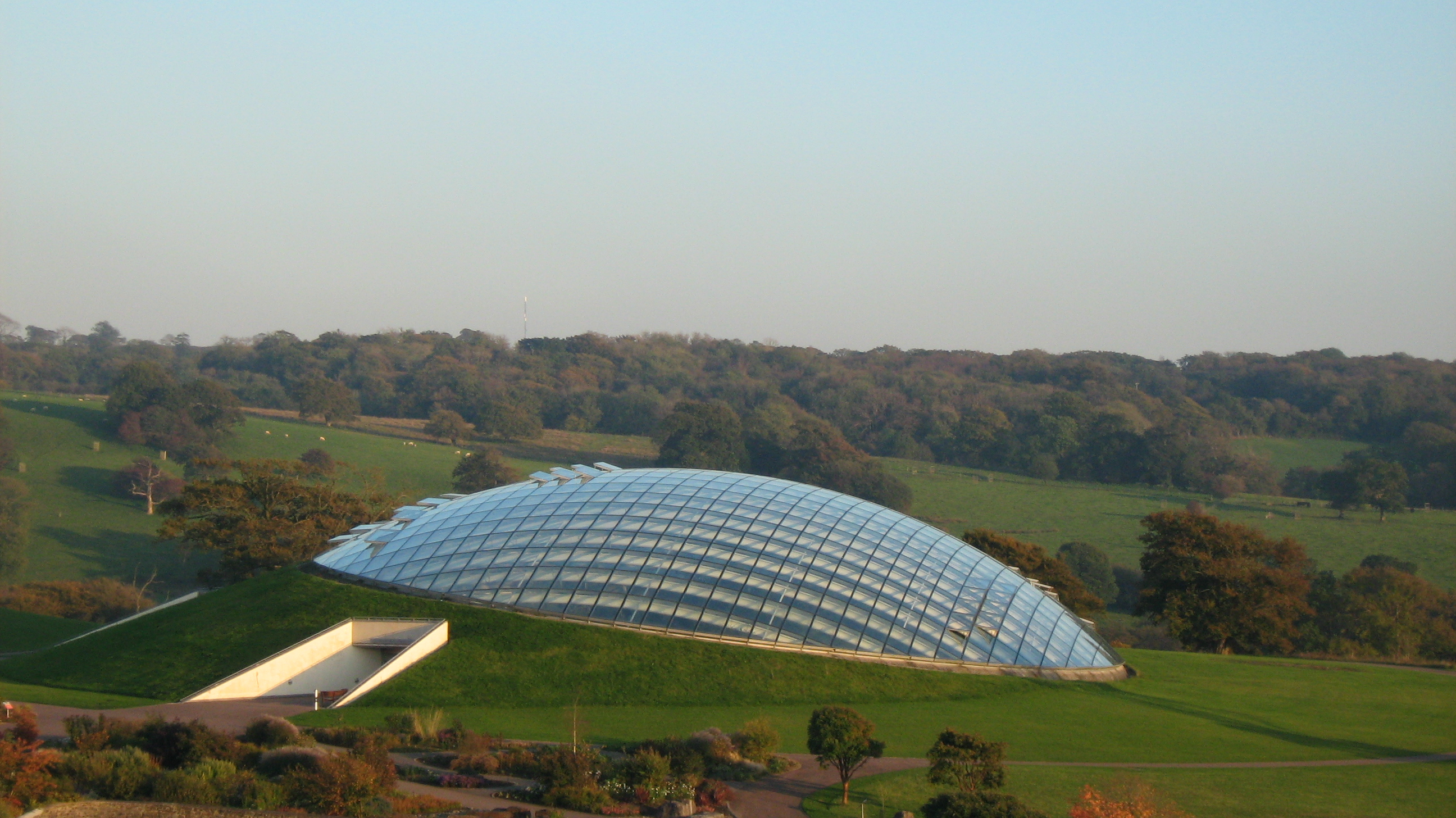
Велика оранжерея

Національний ботанічний сад Уельсу (англ. National Botanic Garden of Wales) — ботанічний сад у області Кармартеншир (Уельс, Велика Британія). Розташований у долині річки Тоуї біля села Лланартні. Хоча історія саду налічує більше 200 років, він був офіційно відкритий Принцом Уельским тільки 21 липня 2000 року.

## Колекція
Національний ботанічний сад Уельсу має кілька важливих колекцій рослин, які є унікальними не тільки для Уельсу, але і для решти світу.
Ботанічний сад займає площу 228 га, де росте 8 тисяч таксонів рослин із 240 родин.

## Велика оранжерея
Велика оранжерея розроблена всесвітньо відомим архітектором лордом  Норманом Фостером. Вона є найбільшою у світі однопрогоновою оранжереєю. Її довжина дорівнює 110 м, ширина — 60 м. Площа оранжереї дорівнює 3,5 тисячі м², а площа скляного куполу — 4,5 тисячі м². Купол складається із 785 скляних блоків-сендвічів, більшість з яких має розмір 4 м х 1,5 м. Кожен скляний блок складається із двох 9 мм листів скла і ламінованої плівки між ними. Комп'ютер управляє 147 вентиляційними отворами і запобігає падінню температури нижче 9 °C.
Оранжерея розділена на 5 зон, включаючи Середземномор'я, узбережжя Каліфорнії, Чилі, Капську провінцію Південної Африки і південно-західну Австралію.

## Галерея

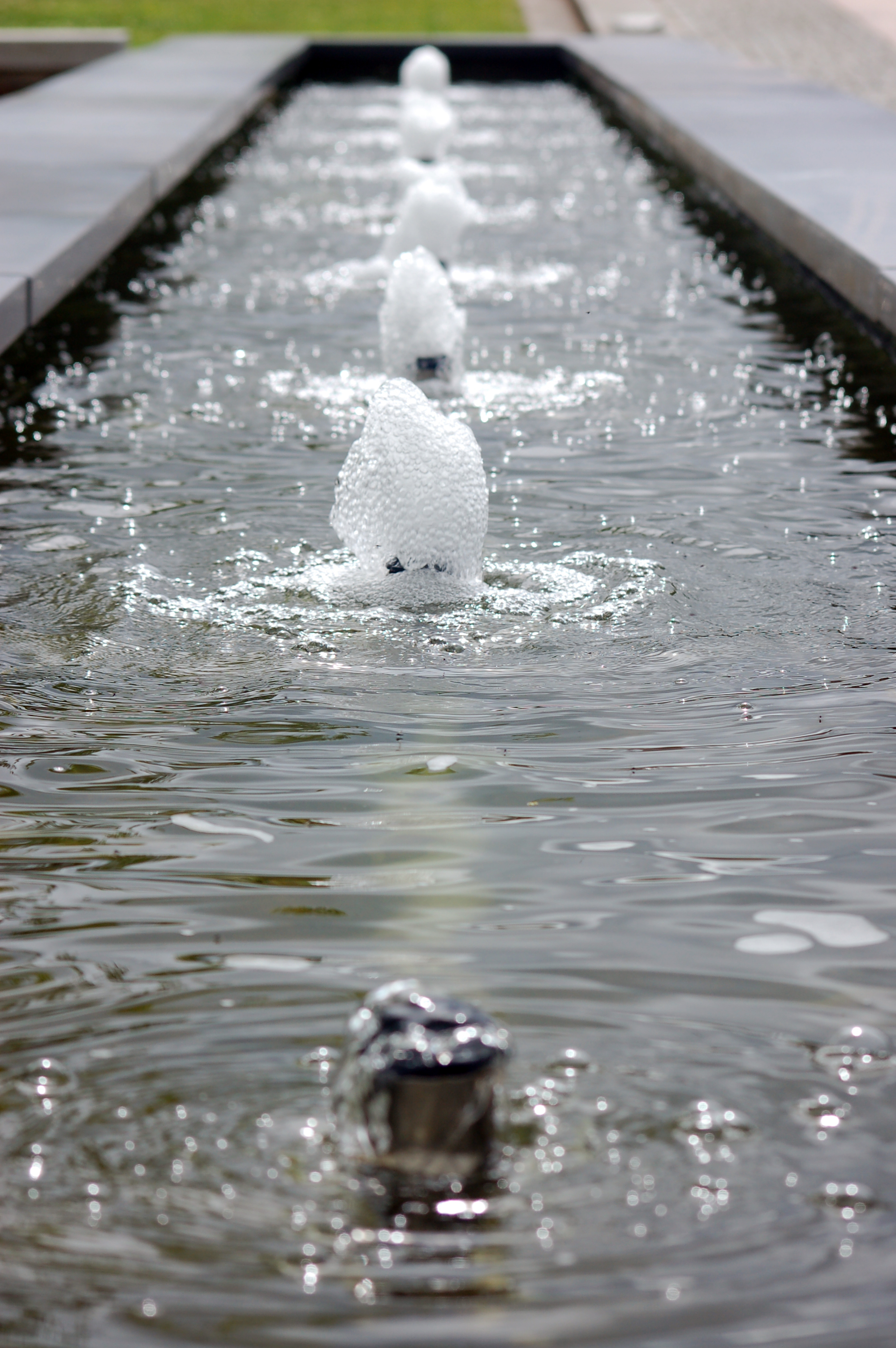
Фонтан
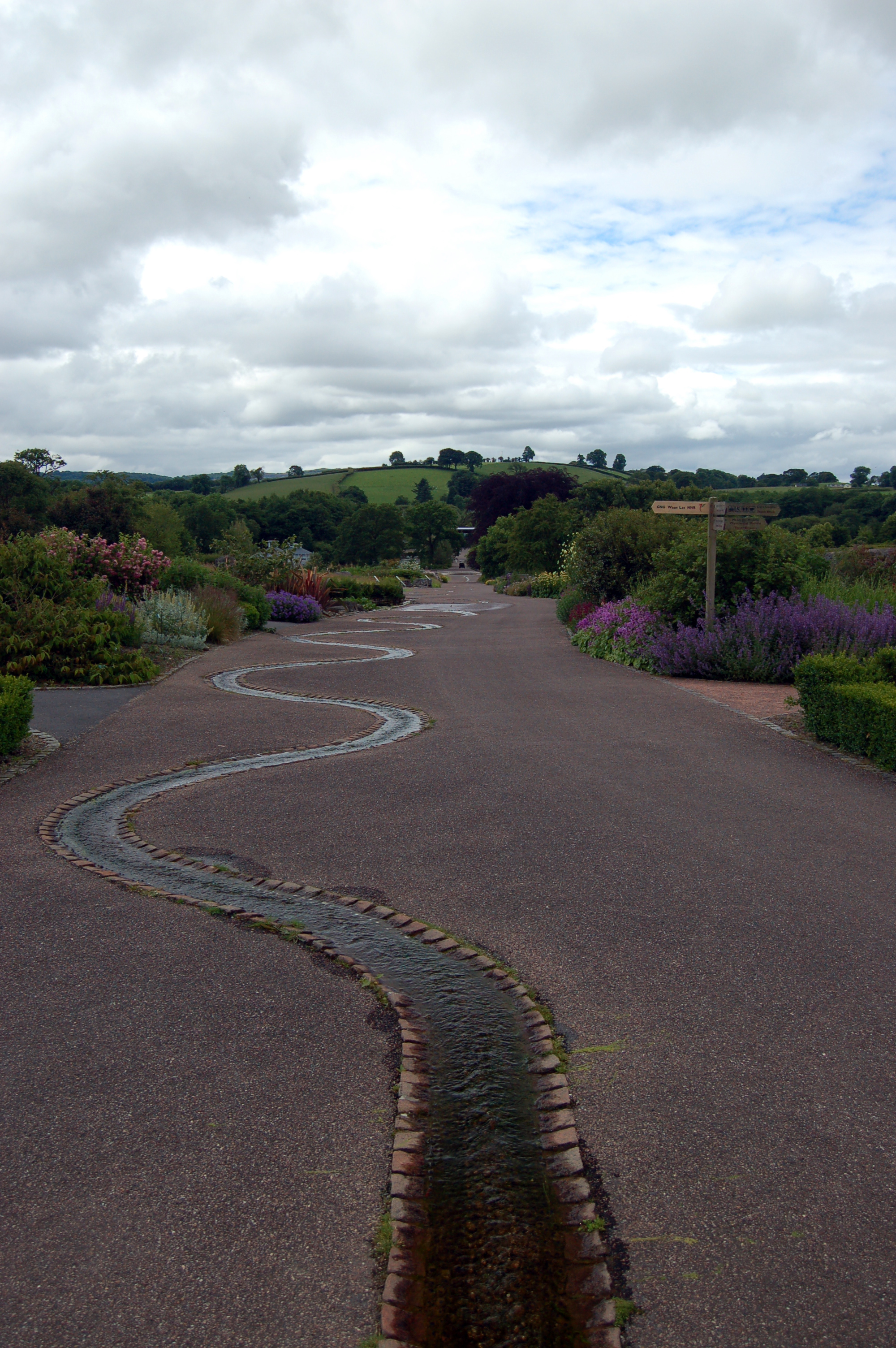
Струмок
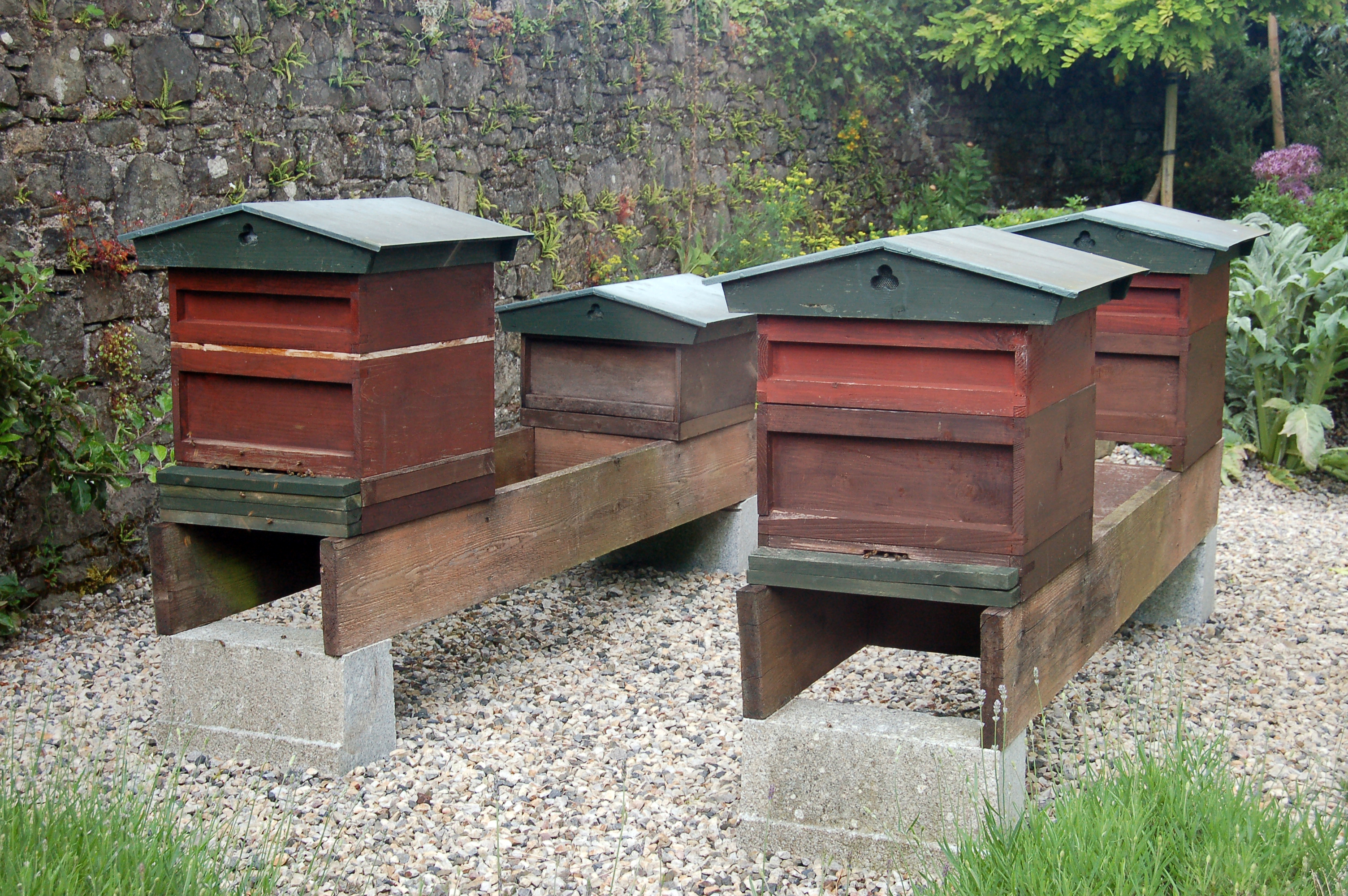
Сад бджіл
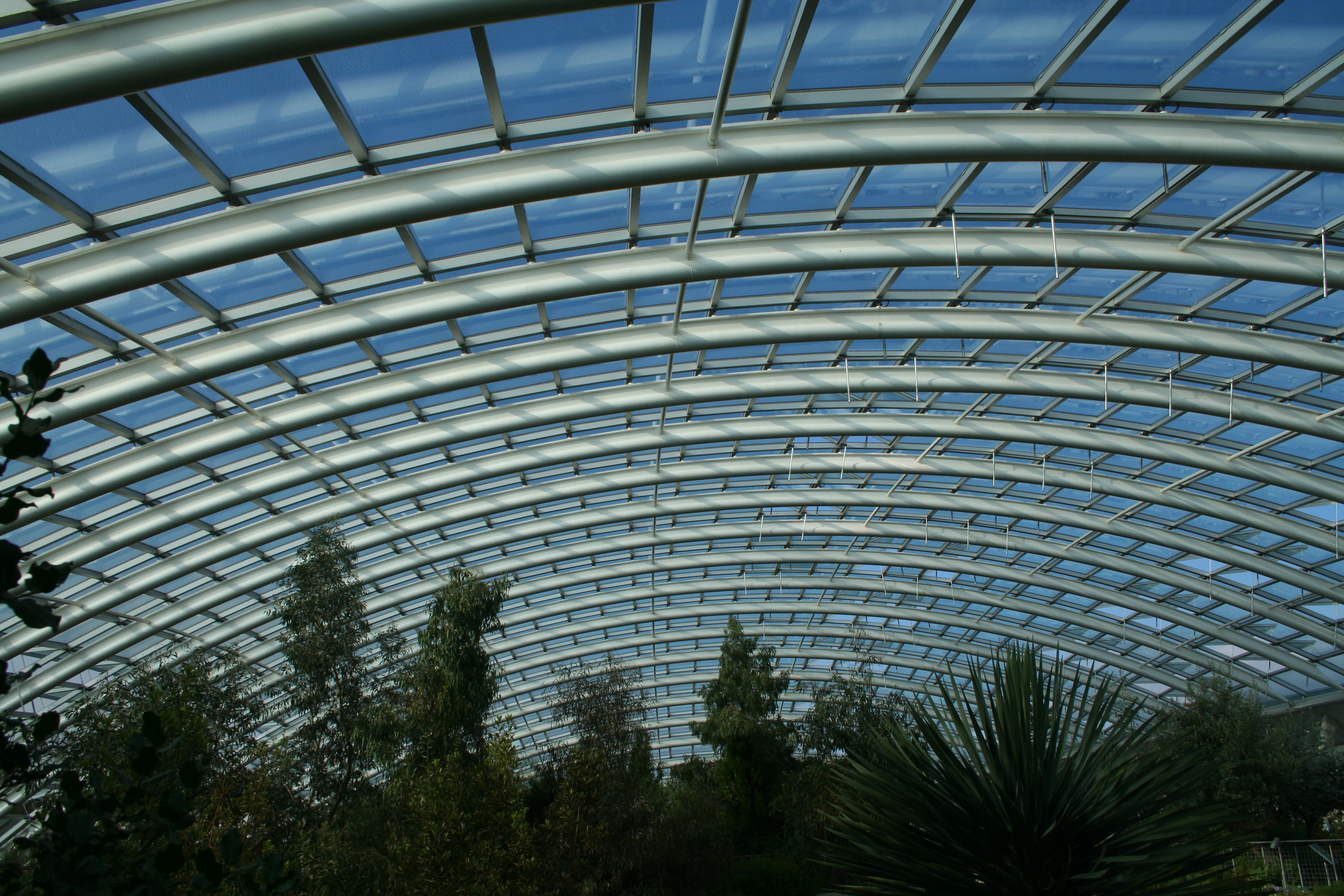
У оранжереї
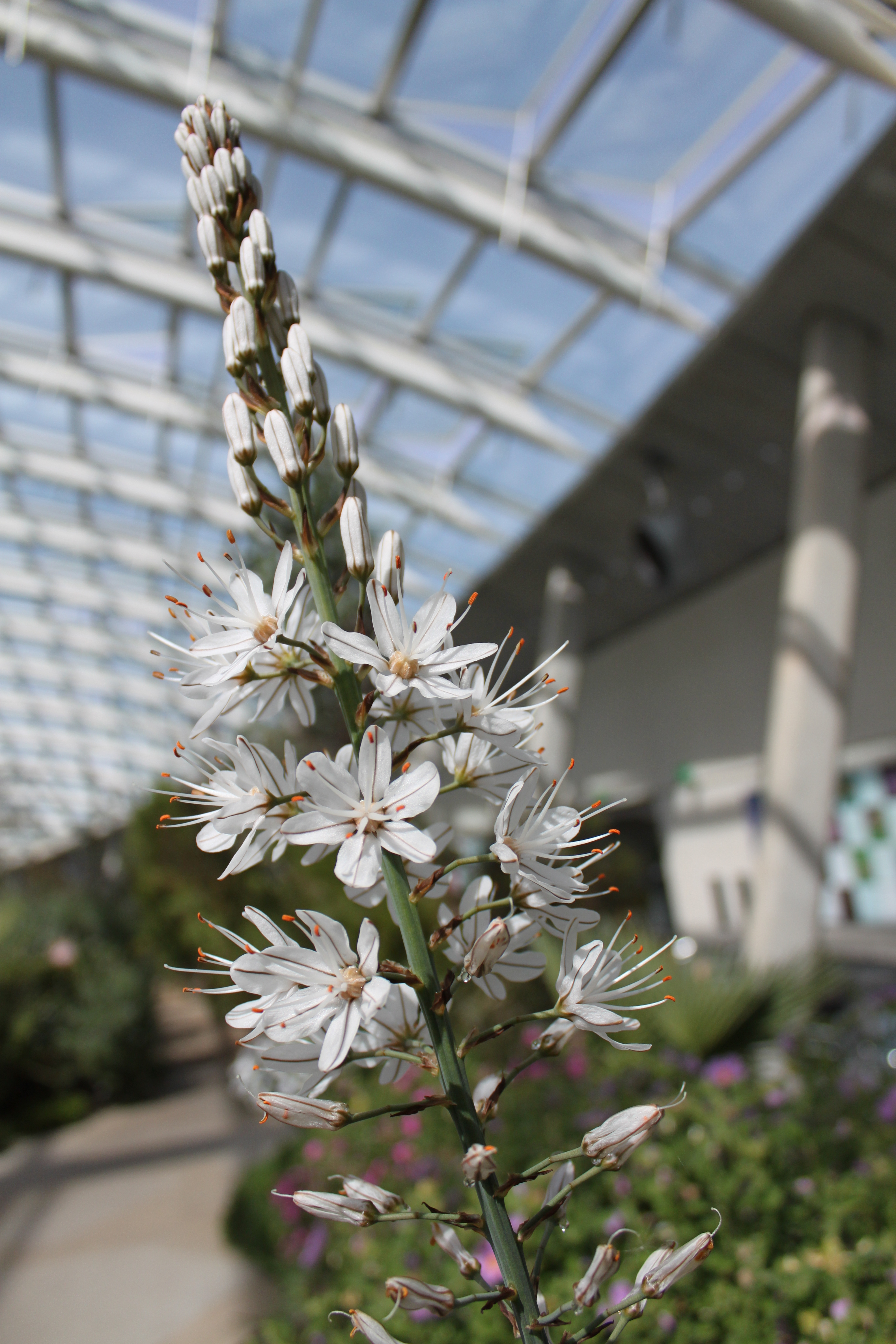
Asphodelus cerasiferus
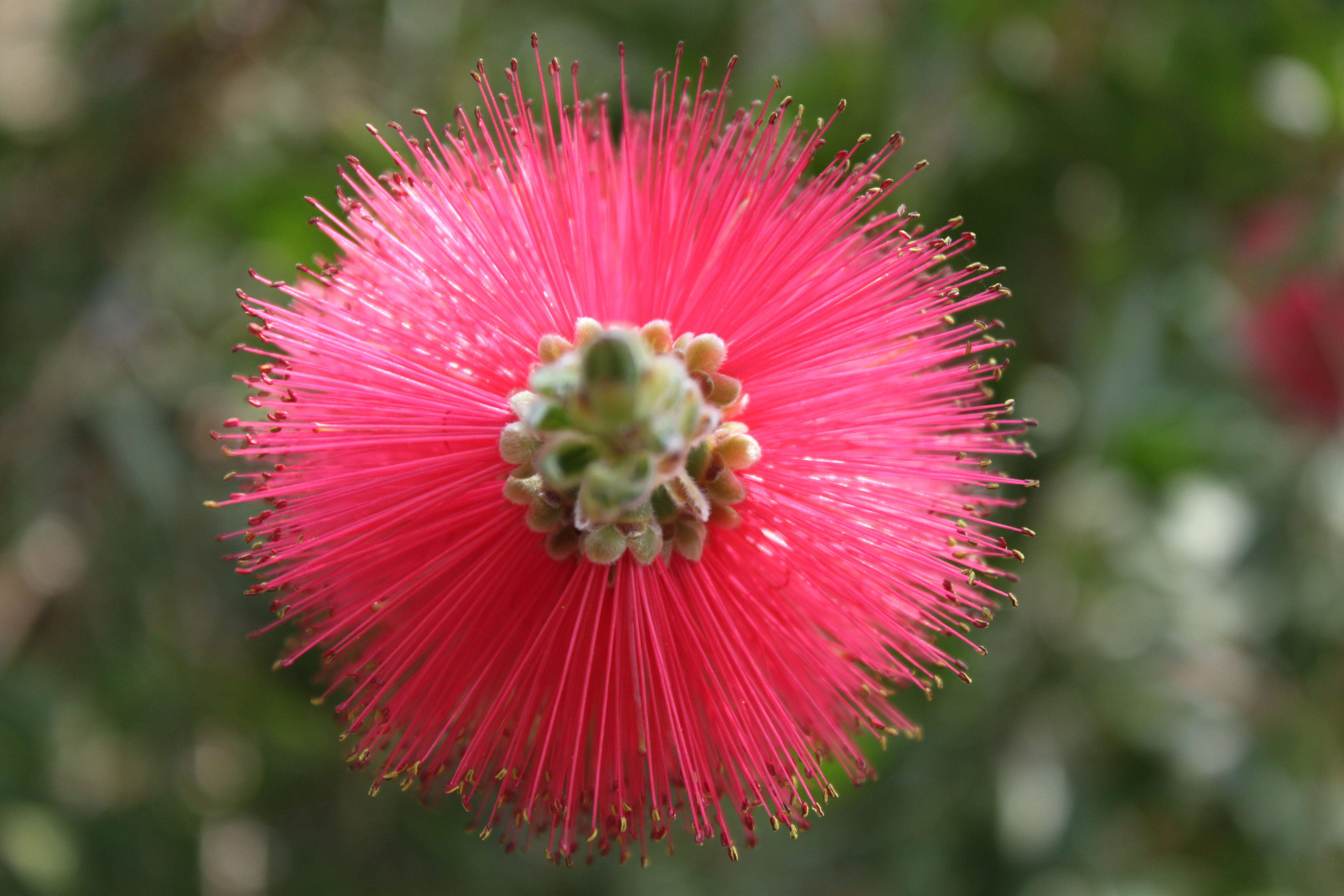
Callistemon citrinus
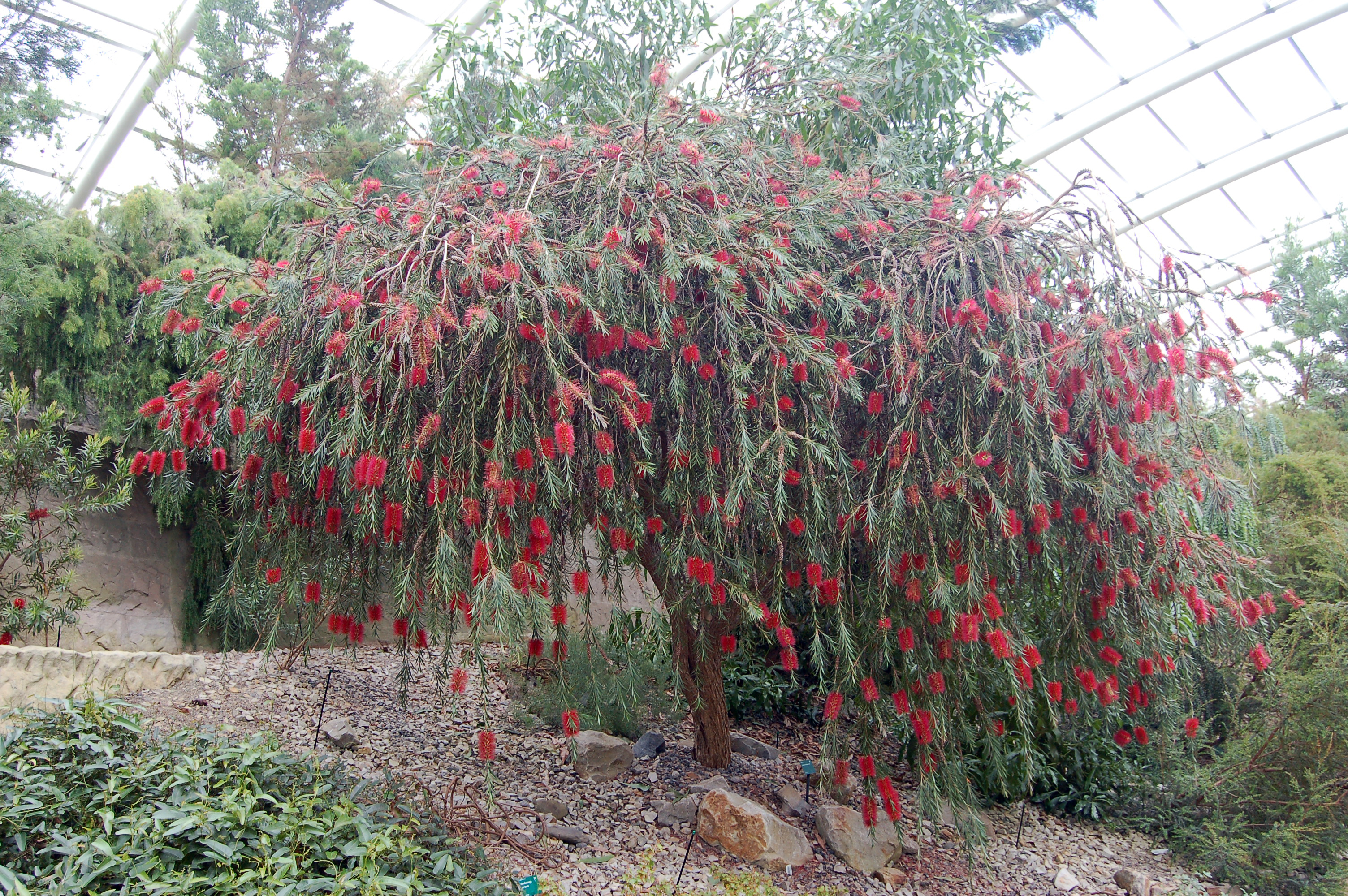
Callistemon phoeniceus
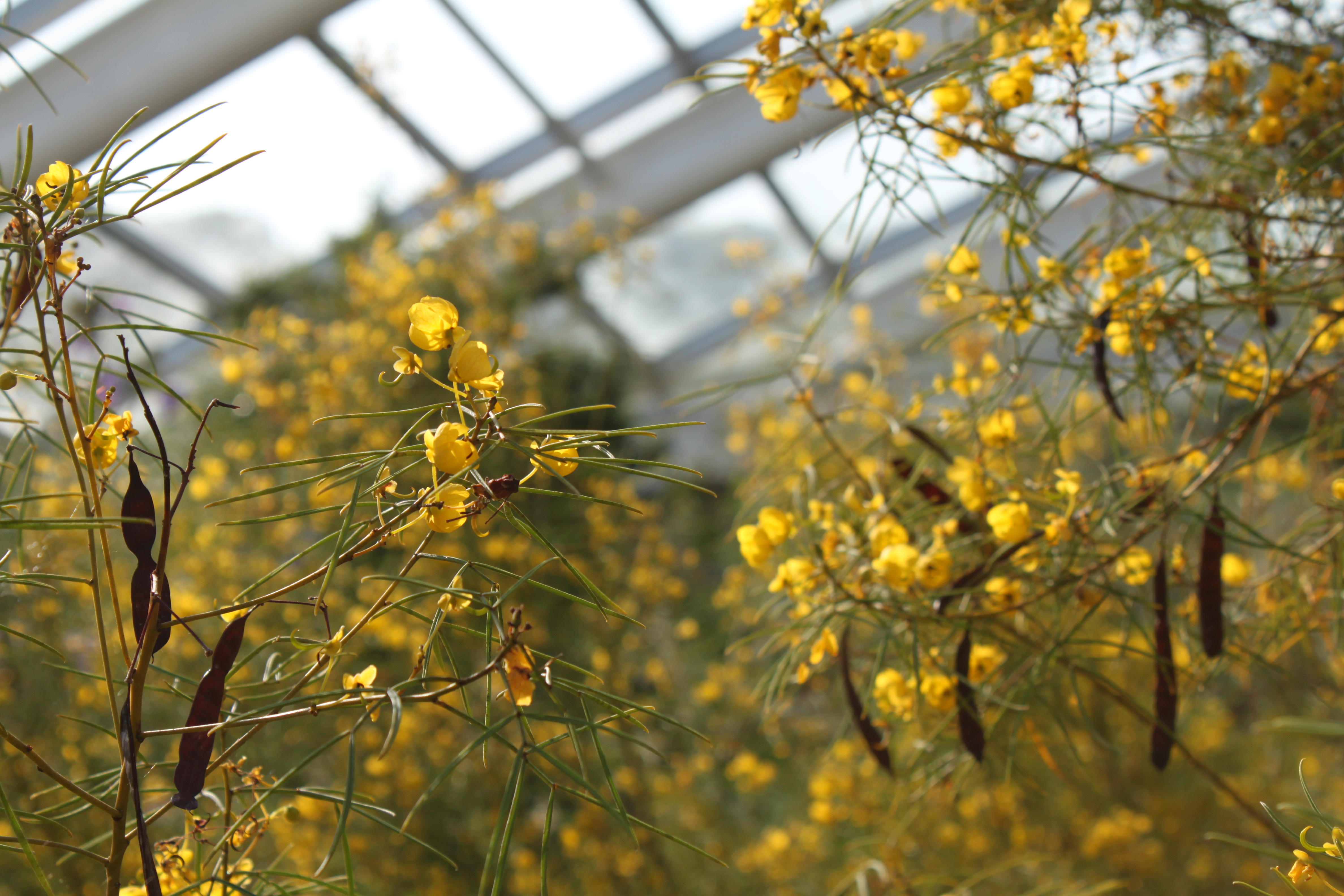
Cassia artemisiodes
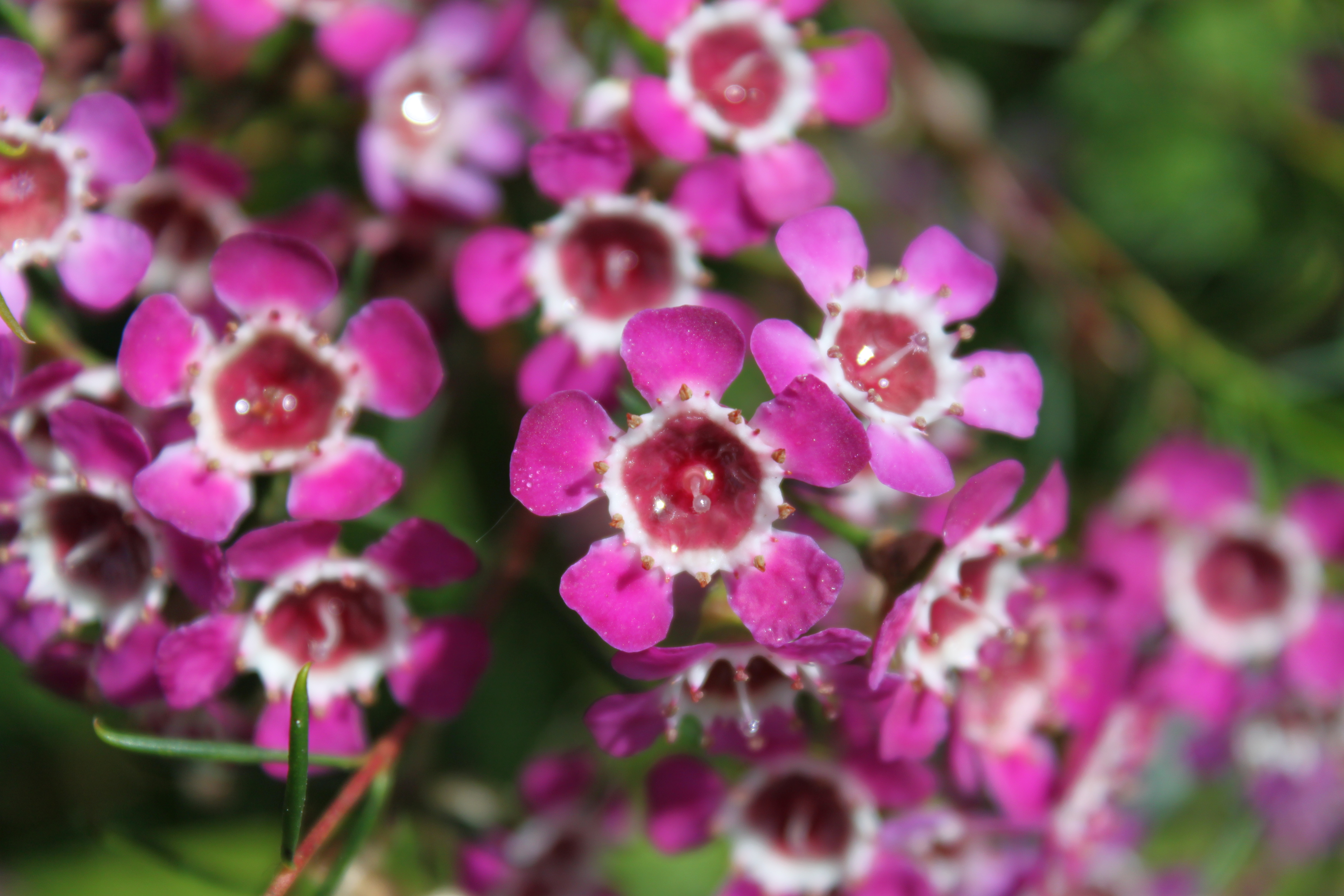
Chamelaucium uncinatum
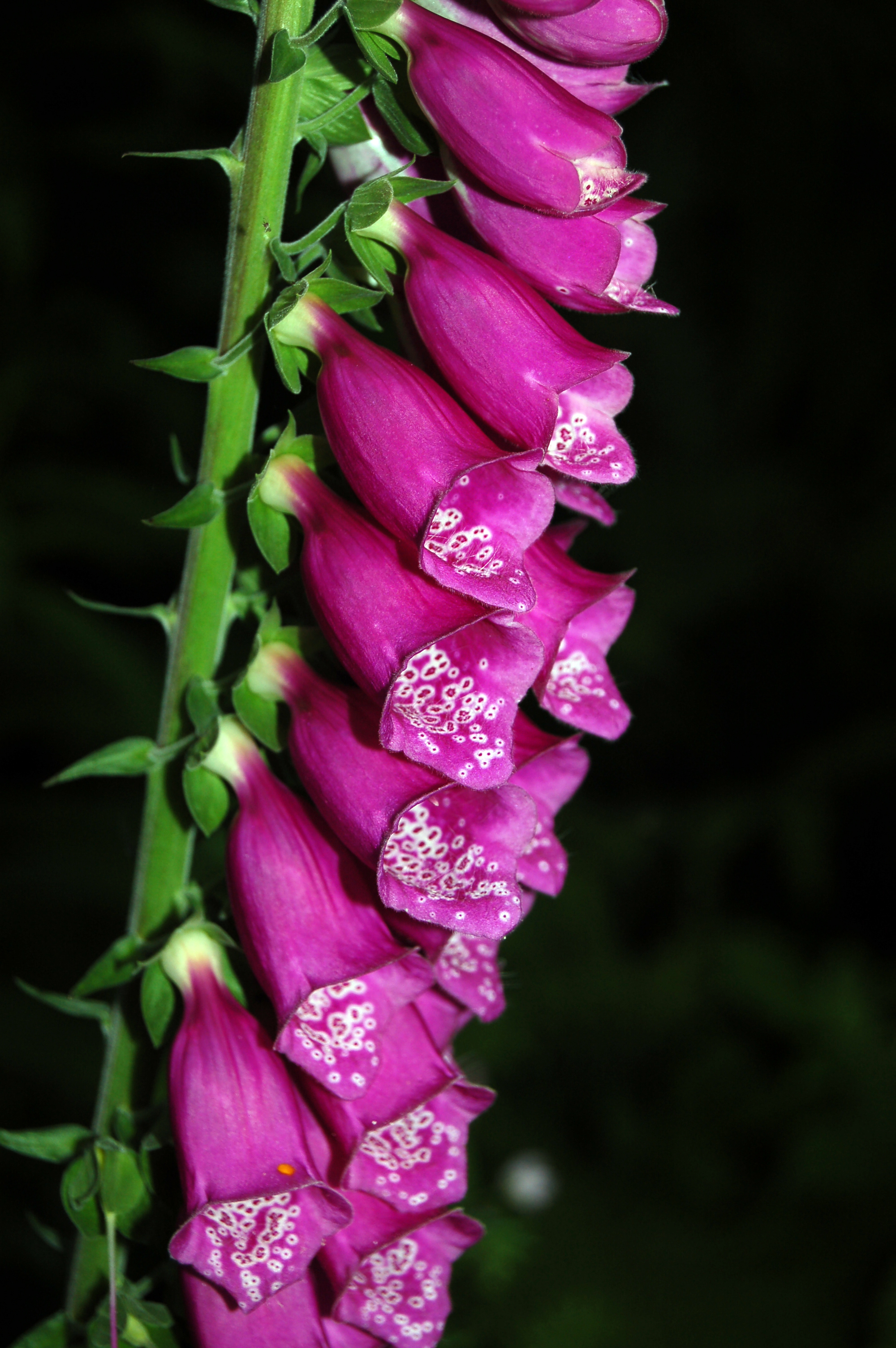
Наперстянка
Puya berteroana
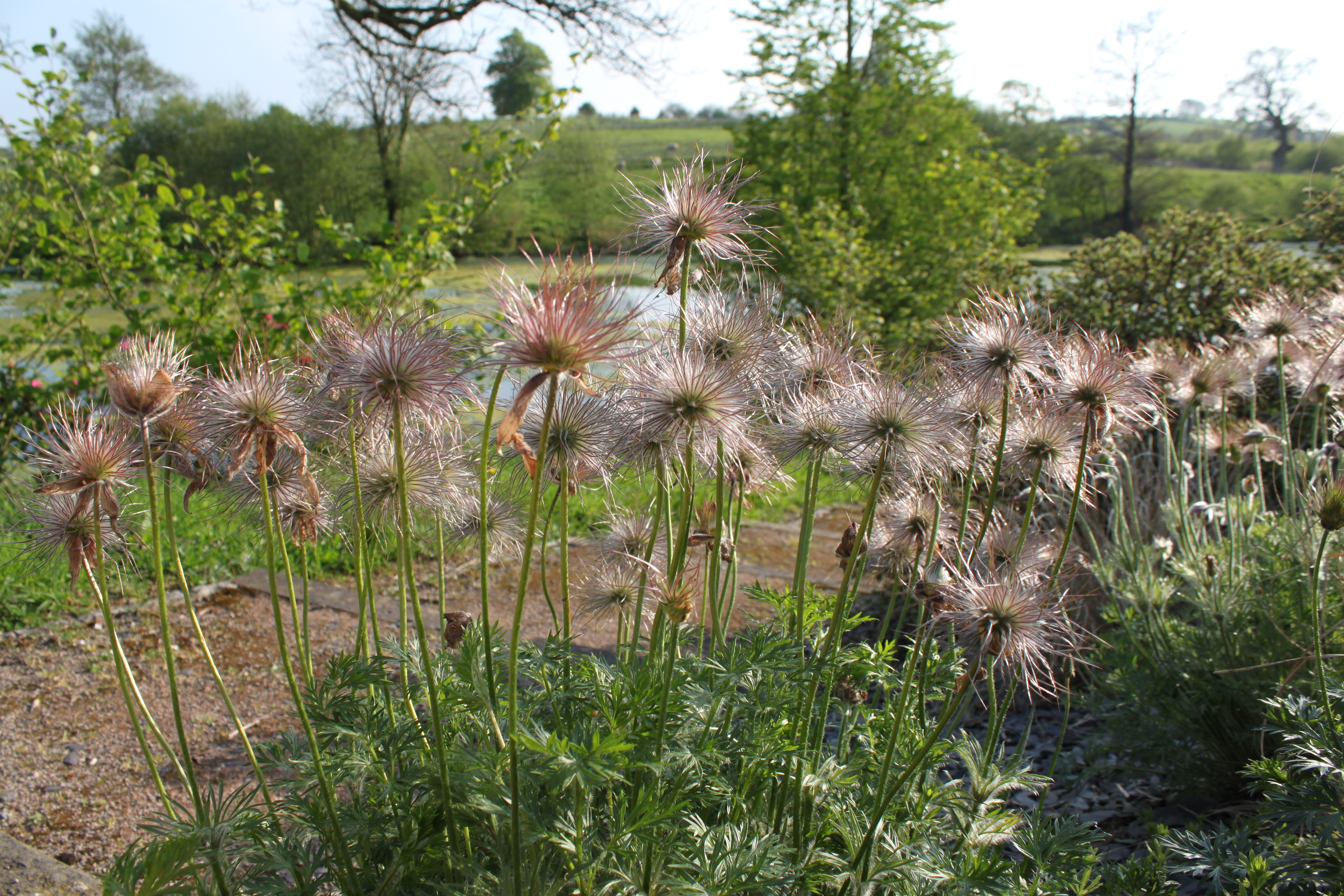
Pulsatilla vulgaris
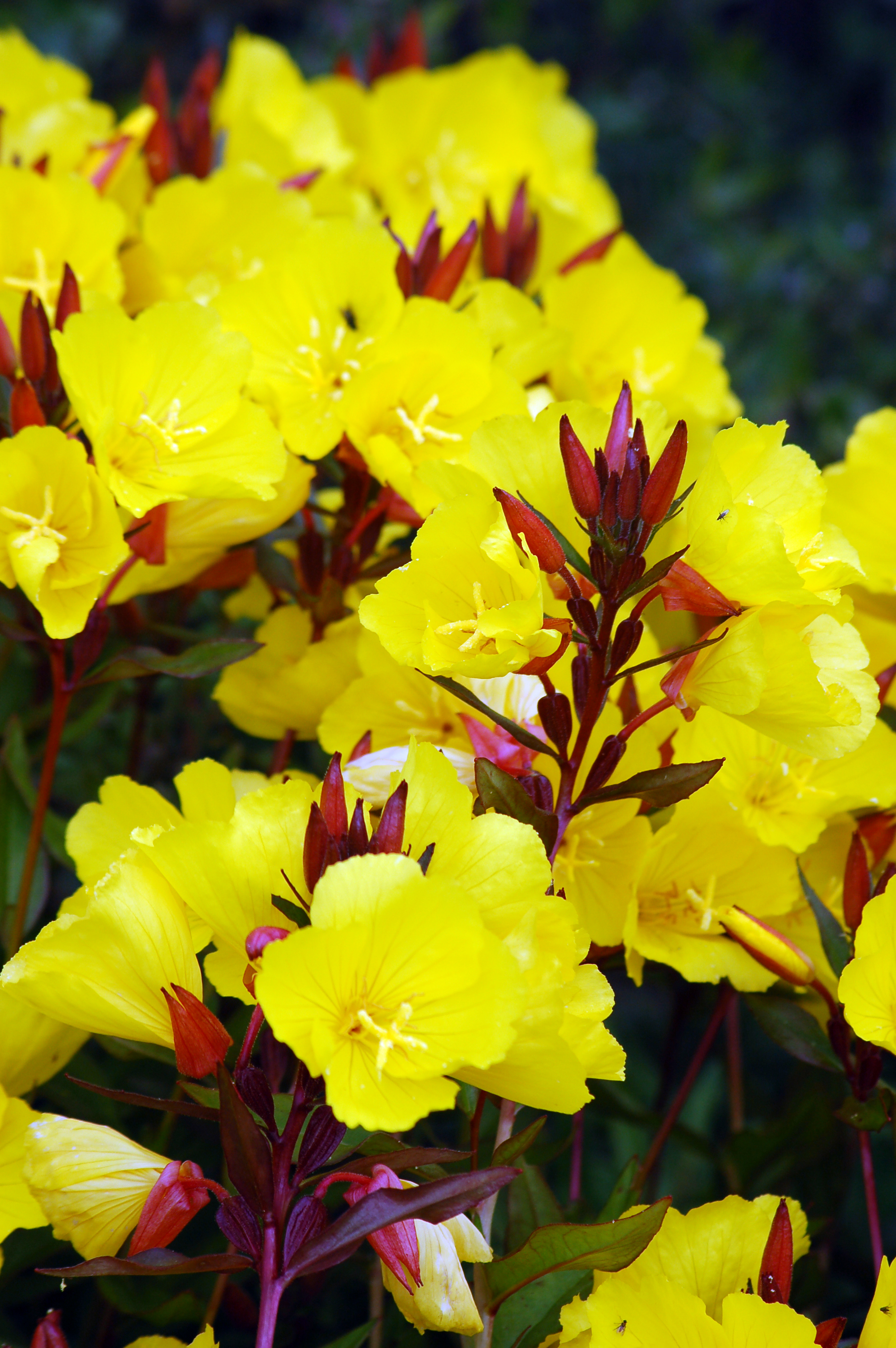
Oenothera